# 高橋怜奈
髙橋 怜奈（たかはし れな、1984年10月9日 - ）は、日本の医師、プロボクサー。医師としては東邦大学医療センター大橋病院・婦人科在籍、ボクサーとしてはワタナベボクシングジム所属。東京都大田区出身。世界初の女医ボクサー。女医＋にも所属しメディア出演もしている。普連土学園中学校・高等学校、東邦大学医学部卒業。夫はプロボクサーの佐々木左之介（2021年4月9日結婚、夫婦別姓を選択している）。
2023年2月4日、前月に双子を出産していた事を公表した。

## 来歴

### 医師として
両親が医者の家庭に生まれ、物心ついたころから医師を目指し東邦大学に進み、卒業後は国立国際医療研究センター国府台病院を経て現在は東邦大学医療センター大橋病院に在籍。

### プロボクサーとして
30歳を過ぎ、内山高志の試合を観たことがきっかけで内山の所属だったワタナベジムでボクシングを始め、2016年6月プロテスト合格。
2017年12月4日、後楽園ホールにて細田めぐみ戦でプロボクサーデビュー、判定負け。
2018年5月28日、伊藤悠子と2戦目も判定負け。
11月20日、ワッチャリン・コッドアムを2回TKOで初勝利。
2019年3月13日、金子晴子と対戦も判定負け。
9月12日、Ploypailin Palatsrichuaiに判定で2勝目。
2020年10月22日、吉川梨優那と対戦も、2回TKO負け。

### その他
サマースタイルアワード2017東京大会でファイナリストに選ばれ全国大会に進出した。

## 戦績
- 6戦2勝1KO4敗

## 著書
- 高橋玲奈 (13 sep 2022). 産婦人科医が教える　みんなのアソコ. 辰巳出版. ISBN 978-4-7778-2884-5